# حزب ماشومي
حزب ماشومي (بالإندونيسية: Partai Majelis Syuro Muslimin Indonesia)‏، (حزب مجلس شوري مسلمي إندونيسيا) كان حزب إسلامي سياسي كبير في إندونيسيا خلال فترة الديمقراطية الليبرالية في إندونيسيا. حظره الرئيس سوكارنو عام 1960 لدعم تمرُّد الحكومة الثورية لجمهورية اندونيسيا (PRRI).

## التاريخ
بعد إعلان استقلال إندونيسيا في 7 نوفمبر 1945 أنشئت منظمة جديدة باسم ماشومي. في أقل من عام أصبحت أكبرَ حزب سياسي في إندونيسيا. فقد شمِلت المنظمات الإسلامية مثل: نهضة العلماء، والمحمدية. في حِقبة الديمقراطية الليبرالية حصل أعضاء ماشومي على مقاعد في مجلس نواب الشعب، وحصل الحزب على منصب رئيس الوزراء بمثل محمد ناصر وبرهان الدين هراهاب.

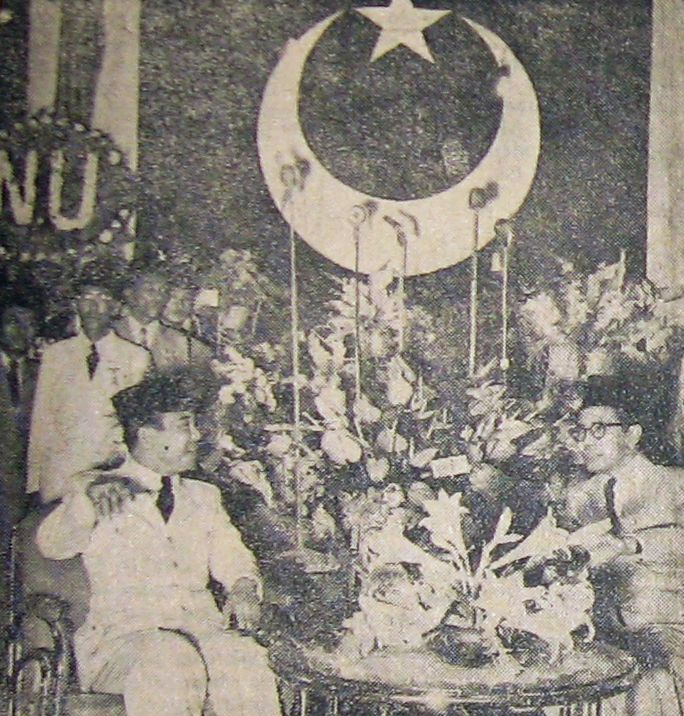
الرئيس سوكارنو في مؤتمر ماشومي عام 1954م

جاءت ماشومي بالمرتبة الثانية في انتخابات عام 1955. فاز 7,903,886 صوت تمثل 20.9% من الأصوات الشعبية،  مما أدى إلى 57 مقعدا في البرلمان. ماشومي كان شعبي في المناطق الإسلامية ذات الحداثة مثل سومطرة الغربية، جاكرتا، وآتشيه. 51.3% من أصوات ماشومي جاء من جاوة، ولكن ماشومي كان الحزب المهيمن على المناطق خارج جاوة، وأسس نفسه على أنه الحزب القيادي الممثل لثلث الناس الذين يعيشون خارج جاوة. في سومطرة، كليمنتان ، سولاوسي، ماشومي اكتسب حصة كبيرة من الأصوات. في سومطرة، 42.8% صوتوا لصالح ماشومي. في حين أن النسبة في كليمنتان 32 ٪،  وسولاويسي 33.9%.
في عام 1958 ، بعض أعضاء ماشومي انضم لتمرد الحكومة الثورية لجمهورية اندونيسيا (PRRI) ضد سوكارنو. ونتيجة لذلك في عام 1960 ماشومي (و الحزب الاشتراكي) تم حظرهم.
بعد الحظر، أعضاء ماشومي وأتباعهم أنشأوا أسرة النجم والهلال (الإندونيسية:Keluarga Bulan Bintang) أن يحارب من أجل الشريعة الإسلامية والتعليم. جرت محاولة إعادة تأسيس الحزب عقب الانتقال إلى النظام الجديد (حكم سوهارتو)، ولكن هذا الأمر غير مسموح به. بعد سقوط سوهارتو في عام 1998 كانت آخر محاولة لإحياء اسم الحزب، ولكن في نهاية المطاف أتباع ماشومي وغيرهم أنشأوا حزب النجم والهلال ، التي نافس في الانتخابات التشريعية في عام 1999، 2004 و2009.